# 丹羽長保
丹羽 長保（にわ ながやす、1869年11月3日〈明治2年9月30日〉 - 1902年〈明治35年〉4月13日）は、明治期の政治家、華族。貴族院子爵議員。旧姓・上杉。

## 経歴
元米沢藩主・上杉斉憲の十一男として生まれ、実兄の子爵丹羽長裕（上杉斉憲九男）の死去に伴い、家督を相続し1886年（明治19年）8月20日、子爵を襲爵した。
1897年（明治30年）7月10日、貴族院子爵議員に選出され、死去するまで在任した。会派は研究会に所属した。

## 栄典
- 1894年（明治27年）12月21日 - 正五位[8]
- 1899年（明治32年）12月11日 - 従四位[9]

## 親族
- 妻 丹羽花子（丹羽長国六女）[1]